# Nicolae Robu
Nicolae Robu (n. 28 mai 1955, Bocsig, România) este un profesor universitar și politician român. A fost din 2004 rectorul Universității „Politehnica” din Timișoara (acronim UPT), ales de Senatul UPT de două ori, în 2004 și 2008. Din iunie 2012 până în octombrie 2020 a ocupat funcția de primar al Timișoarei, fiind sprijinit de USL (2012) și PNL (2016).

## Date personale
Nicolae Robu s-a născut în 28 mai 1955 în Bocsig, jud. Arad. Este căsătorit și are doi copii, Raul și Andreea Robu.

## Poziția didactică
În calitate de profesor universitar doctor inginer în Automatică și Calculatoare, conducător de doctorat în Calculatoare și Tehnologia Informației, a susținut cursuri de arhitectura calculatoarelor, programare concurentă, programare Java, rețele neurale.

## Poziția managerială în învățământ
La nivel local
Rector al Universității "Politehnica" din Timișoara, ales în 2004 și 2008, după patru mandate de Prorector, în care a fost ales în 1990, 1992, 1996 și 2000.
La nivel național
Vicepreședinte al Consiliului Național al Rectorilor, ales în 2008.

## Activitatea științifică
A cercetat în următoarele domenii: arhitectura calculatoarelor, programare concurentă de timp real; programarea aplicațiilor cu baze de date, energii regenerabile.
- Programe de calculator înregistrate: 1[5]
- Brevete de invenție: 2[5]

Afilieri
- SRAIT - Societatea Română de Automatică și Informatică Tehnică[5]
- IEEE -Institute of Electrical and Electronical Engineering[5]
- EDEN - European Distance Education Network[5]
- IASTED - International Association of Science and Technology for Development[5]
- AGIR - Asociația Generală a Inginerilor din România[5]

## Activitatea politică
Nicolae Robu a intrat în PNL la sfârșitul lunii iulie 2008, fără să mai fi fost vreodată membru al vreunui partid, nici după revoluție și nici înainte de aceasta.
La 30 noiembrie 2008, a candidat pentru Parlamentul României în Colegiul 2 Senat -Timișoara Est, devenind senator PNL de Timiș. În Senat, activează în Comisia de Învățământ, Știință, Tineret și Sport, fiind Secretarul acestei Comisii. De asemenea, este membru în Delegația României la Adunarea Parlamentară a Consiliului Europei.
În februarie 2009, a fost ales președinte al PNL Timișoara, în Iulie 2009 a fost numit președinte interimar al PNL Timiș, în martie 2010 a fost ales președinte al PNL Timiș, membru în Consiliul Național Executiv al PNL și membru în Biroul Politic Central al PNL. În iunie 2012 candidează din partea USL (Uniunea Social-Liberală, alianța PSD+PNL-PC) la primăria Timișoarei și este ales primar cu o majoritate de 51,6%, din cei prezenți la vot, contracandidați fiind Adrian Orza (PNȚCD) și Gheorghe Nodiți (PDL).

## Controverse
Pe 30 decembrie 2019 Nicolae Robu, a fost trimis în judecată de Direcția Națională Anticorupție pentru abuz în serviciu cu obținere de foloase necuvenite pentru sine sau pentru altul, în formă continuată.
Se menționează în comunicatul DNA că în perioada 1996-2014 mai mulți funcționari din primăria Timișoara, prin încălcarea atribuțiilor de serviciu, ar fi deposedat Statul Român de 967 de imobile. Prejudiciul este estimat la 40 de milioane de euro. 
Faptele suspecte de corupție s-ar fi concretizat prin intermediul a sute de contracte de vânzare-cumpărare către persoane ce nu ar fi trebuit să beneficieze de Legea 112/1995. Rămâne neclar faptul că au fost luate în calcul presupuse deposedări ale Statului Român în perioada 2012-2015, când deja își exercita mandatul de primar, dânsul declarând ca nu s-a făcut nimic ilegal în această perioadă și este nevinovat.
În anul 2014, Nicolae Robu a fost amendat de Consiliul National pentru Combaterea Discriminării cu 2.500 de lei pentru postări rasiste.
Importante controverse s-au iscat de-a lungul timpului și în relația dintre acesta și presa locală timișoreană. În anii de când acesta ocupă fotoliul de primar al Timișoarei, acesta a folosit un limbaj agresiv în mai multe situații în relația cu jurnaliști timișoreni.